# 山蜡梅
山蜡梅（学名：Chimonanthus nitens）是蜡梅科蜡梅属的植物，是中国的特有植物。分布于中国大陆的云南、湖南、贵州、湖北、安徽、福建、陕西等、广西、江西、浙江、江苏等地，生长于海拔300米至2,900米的地区，多生长于山地疏林中及石灰岩石山地，目前尚未由人工引种栽培。

## 别名
臭蜡梅（贵州罗甸）；岩马桑（贵州兴义）；铁筷子（贵州贵阳）；秋蜡梅（江西）；毛山茶（江西婺源）；小坝王（贵州遵义）；亮叶蜡梅（经济植物手册）；香风茶（安徽）；野蜡梅、雪里花（云南）；鸡卵果（广西）